# Кубок Уайтмен
Кубок Уайтмен (англ. Wightman Cup) — ежегодный матч между женскими теннисными сборными США и Великобритании, проводившийся с 1923 по 1989 год. Назван в честь учредительницы главного приза, многократной победительницы чемпионата США по теннису Хейзел Хочкисс-Уайтмен.

## История
Кубок Уайтмен был учреждён в 1923 году после того, как не получила поддержки идея проведения женского международного командного теннисного турнира, аналогичного Кубку Дэвиса у мужчин (даже через 12 лет после этого, возражая против проведения подобного турнира, один из теннисных функционеров указывал, что лишь немногие страны, не включавшие даже Францию и Германию, могут выставить команду, способную бороться в нём за победу). Вместо этого знаменитая американская теннисистка Хейзел Хочкисс-Уайтмен в порядке частной инициативы пожертвовала Ассоциации лаун-тенниса Соединённых Штатов серебряный кубок, предназначенный победительницам командных соревнований. Кубок Уайтмен был разыгран впервые в этом же году между командами США и Великобритании. С первого матча сформировалась ставшая постоянной схема розыгрыша, состоявшая из пяти матчей в одиночном и двух в парном разряде. Четыре из пяти одиночных игр игрались между первыми и вторыми ракетками каждой страны, ещё одну игру проводили между собой третьи ракетки. Ни одна теннисистка не могла участвовать больше чем в одной парной игре, что обеспечивало участие в матчах как минимум четырёх теннисисток с каждой стороны.
Если вначале ожидалось, что Кубок Уайтмен, как Кубок Дэвиса, перерастёт рамки соревнования двух ведущих теннисных держав и станет всемирным соревнованием, этим надеждам не суждено было сбыться. В 1960-е годы под эгидой Международной федерации лаун-тенниса был учреждён международный Кубок Федерации, действительно ставший аналогом Кубка Дэвиса, а Кубок Уайтмен на протяжении всей своей истории так и остался внутренним делом США и Великобритании, проходя поочерёдно то в одной, то в другой стране. Довольно скоро стало ясно, что американки в этом соревновании значительно сильней: если из первых десяти розыгрышей они победили в шести, то уже с 1931 года началась серия их побед, продлившаяся до начала Второй мировой войны и продолжившаяся после неё. Британкам пришлось ждать своей следующей победы до 1958 года. Ещё одна длинная серия американских побед заняла всё следующее десятилетие, а с 1979 года они снова начали беспроигрышную серию, продлившуюся до 1989 года и включавшую шесть побед с сухим счётом. После поражения в 1989 году британская сторона объявила об отказе от дальнейшего участия в Кубке Уайтмен. К этому моменту на счету британок было 10 побед в матчах против 51 победы США.
Рекордсменкой Кубка Уайтмен по количеству проведённых матчей является британка Вирджиния Уэйд — 21 матч с 1965 по 1985 год. С американской стороны наибольшее количество матчей сыграла Крис Эверт. Ей же принадлежит рекорд в одиночных встречах — 26 побед и ни одного поражения.

## Статистика матчей
| Год        | Место проведения          | Победитель | Счёт          |
| ---------- | ------------------------- | --- | ------------- |
| 1989       | Уильямсбург, Виргиния     | США Зина Гаррисон, Лори Макнил, Бетси Нагельсен, Патти Фендик, Мэри-Джо Фернандес                                  | 7-0           |
| 1988       | Лондон                    | США Зина Гаррисон, Лори Макнил, Бетси Нагельсен, Патти Фендик, Джиджи Фернандес                                    | 7-0           |
| 1987       | Уильямсбург               | США Зина Гаррисон, Лори Макнил, Робин Уайт, Джиджи Фернандес, Пэм Шрайвер                                          | 5-2           |
| 1986       | Лондон                    | США Элис Бёрджин, Бонни Гадусек, Стефани Рее, Кэти Риналди, Робин Уайт                                             | 7-0           |
| 1985       | Уильямсбург               | США Бетси Нагельсен, Кэти Риналди, Робин Уайт, Пэм Шрайвер, Крис Эверт-Ллойд                                       | 7-0           |
| 1984       | Лондон                    | США Алисия Молтон, Барбара Поттер, Шэрон Уолш, Крис Эверт-Ллойд                                                    | 5-2           |
| 1983       | Уильямсбург               | США Мартина Навратилова, Кэнди Рейнольдс, Кэти Риналди, Пола Смит, Пэм Шрайвер                                     | 6-1           |
| 1982       | Лондон                    | США Розмари Касальс, Барбара Поттер, Энн Смит, Шэрон Уолш, Пэм Шрайвер, Крис Эверт-Ллойд                           | 6-1           |
| 1981       | Чикаго                    | США Андреа Джегер, Розмари Касальс, Трэйси Остин, Пэм Шрайвер, Крис Эверт-Ллойд                                    | 7-0           |
| 1980       | Лондон                    | США Андреа Джегер, Кэти Джордан, Розмари Касальс, Энн Смит, Крис Эверт-Ллойд                                       | 5-2           |
| 1979       | Палм-Бич, Флорида         | США Кэти Джордан, Розмари Касальс, Энн Кийомура, Трэйси Остин, Крис Эверт-Ллойд                                    | 7-0           |
| 1978       | Лондон                    | Великобритания Сью Баркер, Сью Маппин, Мишель Тайлер, Вирджиния Уэйд, Энн Хоббс                                    | 4-3           |
| 1977       | Окленд, Калифорния        | США Розмари Касальс, Билли-Джин Кинг, Джоанна Расселл, Крис Эверт                                                  | 7-0           |
| 1976       | Уимблдон                  | США Розмари Касальс, Энн Кийомура, Терри Холладей, Мона Шаллау-Геррант, Крис Эверт                                 | 5-2           |
| 1975       | Кливленд                  | Великобритания Сью Баркер, Глинис Коулз, Вирджиния Уэйд, Энн Хейдон                                                | 5-2           |
| 1974       | Куинсферри, Флинтшир      | Великобритания Сью Баркер, Глинис Коулз, Вирджиния Уэйд, Лесли Чарльз                                              | 6-1           |
| 1973       | Бруклайн, Массачусетс     | США Марита Редондо, Линда Туэро, Патти Хоган, Джин Эверт, Крис Эверт                                               | 5-2           |
| 1972       | Уимблдон                  | США Валери Зигенфасс, Венди Овертон, Патти Хоган, Крис Эверт                                                       | 5-2           |
| 1971       | Кливленд                  | США Валери Зигенфасс, Кэрол Колдуэл-Гребнер, Кристи Пиджин, Джули Хелдман, Крис Эверт, Мэри-Энн Эйсел-Кёртис       | 4-3           |
| 1970       | Уимблдон                  | США Джейн Барткович, Билли-Джин Кинг, Нэнси Ричи, Джули Хелдман, Мэри-Энн Эйсел-Кёртис                             | 4-3           |
| 1969       | Кливленд                  | США Джейн Барткович, Валери Зигенфасс, Нэнси Ричи, Джули Хелдман, Мэри-Энн Эйсел-Кёртис                            | 5-2           |
| 1968       | Уимблдон                  | Великобритания Кристин Трумен Джейнс, Нелл Трумен, Вирджиния Уэйд, Винни Шо                                        | 4-3           |
| 1967       | Кливленд                  | США Розмари Касальс, Билли-Джин Кинг, Кэрол Колдуэлл-Гребнер, Нэнси Ричи, Мэри-Энн Эйсел                           | 6-1           |
| 1966       | Уимблдон                  | США Джейн Альберт, Билли-Джин Кинг, Нэнси Ричи, Мэри-Энн Эйсел                                                     | 4-3           |
| 1965       | Кливленд                  | США Кэрол Колдуэлл-Гребнер, Билли-Джин Моффитт, Нэнси Ричи, Карен Хантзе-Сасман                                    | 5-2           |
| 1964       | Уимблдон                  | США Кэрол Колдуэлл, Билли-Джин Моффитт, Нэнси Ричи, Донна Флойд-Фэйлз                                              | 5-2           |
| 1963       | Кливленд                  | США Билли-Джин Моффитт, Нэнси Ричи, Донна Флойд-Фэйлз, Дарлин Хард                                                 | 6-1           |
| 1962       | Уимблдон                  | США Маргарет Варнер, Билли-Джин Моффитт, Маргарет Осборн-Дюпон, Нэнси Ричи, Карен Хантзе-Сасман, Дарлин Хард       | 4-3           |
| 1961       | Чикаго                    | США Джастина Брикка, Маргарет Варнер, Билли-Джин Моффитт, Маргарет Осборн-Дюпон, Карен Хантзе-Сасман               | 6-1           |
| 1960       | Уимблдон                  | Великобритания Ширли Блумер-Брашер, Анджела Мортимер, Кристин Трумен, Энн Хейдон                                   | 4-3           |
| 1959       | Суикли, Пенсильвания      | США Джин Арт, Беверли Бейкер Флейц, Салли Мур, Дарлин Хард, Дженет Хоппс                                           | 4-3           |
| 1958       | Уимблдон                  | Великобритания Ширли Блумер, Кристин Трумен, Патрисия Уорд, Энн Хейдон, Энн Шилкок                                 | 4-3           |
| 1957       | Суикли                    | США Луиза Браф, Алтея Гибсон, Маргарет Осборн-Дюпон, Дарлин Хард, Дороти Хед-Нод                                   | 6-1           |
| 1956       | Уимблдон                  | США Беверли Бейкер Флейц, Луиза Браф, Ширли Фрай, Дороти Хед-Нод                                                   | 5-2           |
| 1955       | Рай, Нью-Йорк             | США Луиза Браф, Маргарет Осборн-Дюпон, Ширли Фрай, Дорис Харт, Дороти Хед-Нод                                      | 6-1           |
| 1954       | Уимблдон                  | США Луиза Браф, Морин Коннолли, Маргарет Осборн-Дюпон, Ширли Фрай, Дорис Харт                                      | 6-0           |
| 1953       | Рай                       | США Луиза Браф, Морин Коннолли, Ширли Фрай, Дорис Харт                                                             | 7-0           |
| 1952       | Уимблдон                  | США Луиза Браф, Морин Коннолли, Ширли Фрай, Дорис Харт                                                             | 7-0           |
| 1951       | Честнат-Хилл, Массачусетс | США Патрисия Каннинг-Тодд, Морин Коннолли, Ширли Фрай, Дорис Харт, Нэнси Чаффи                                     | 6-1           |
| 1950       | Уимблдон                  | США Луиза Браф, Патрисия Каннинг-Тодд, Маргарет Осборн-Дюпон, Дорис Харт                                           | 7-0           |
| 1949       | Хаверфорд, Пенсильвания   | США Беверли Бейкер, Гасси Моран, Патрисия Каннинг-Тодд, Маргарет Осборн-Дюпон, Ширли Фрай, Дорис Харт, Нэнси Чаффи | 7-0           |
| 1948       | Уимблдон                  | США Луиза Браф, Патрисия Каннинг-Тодд, Маргарет Осборн-Дюпон, Дорис Харт                                           | 6-1           |
| 1947       | Нью-Йорк                  | США Луиза Браф, Патрисия Каннинг-Тодд, Маргарет Осборн, Дорис Харт                                                 | 7-0           |
| 1946       | Уимблдон                  | США Полин Бетц, Луиза Браф, Маргарет Осборн, Дорис Харт                                                            | 7-0           |
| 1940— 1945 | Не проводился             | Не проводился | Не проводился |
| 1939       | Нью-Йорк                  | США Мэри Арнольд, Дороти Банди, Хелен Джейкобс, Элис Марбл, Сара Палфри-Фабиан, Дорис Харт                         | 5-2           |
| 1938       | Уимблдон                  | США Дороти Банди, Элис Марбл, Сара Палфри-Фабиан, Хелен Уиллз-Муди                                                 | 5-2           |
| 1937       | Нью-Йорк                  | США Дороти Банди, Марджори Глэдмен-ван Рин, Хелен Джейкобс, Элис Марбл, Сара Палфри-Фабиан                         | 6-1           |
| 1936       | Уимблдон                  | США Каролин Бабкок, Марджори Глэдмен-ван Рин, Хелен Джейкобс, Сара Палфри-Фабиан                                   | 4-3           |
| 1935       | Нью-Йорк                  | США Дороти Андрус, Каролин Бабкок, Этель Буркхардт-Арнольд, Хелен Джейкобс, Сара Палфри-Фабиан                     | 4-3           |
| 1934       | Уимблдон                  | США Каролин Бабкок, Хелен Джейкобс, Жозефин Крукшанк, Сара Палфри                                                  | 5-2           |
| 1933       | Нью-Йорк                  | США Каролин Бабкок, Марджори Глэдмен-ван Рин, Хелен Джейкобс, Элис Марбл, Сара Палфри                              | 4-3           |
| 1932       | Уимблдон                  | США Хелен Джейкобс, Анна Маккьюн-Харпер, Сара Палфри, Хелен Уиллз-Муди                                             | 4-3           |
| 1931       | Нью-Йорк                  | США Хелен Джейкобс, Анна Маккьюн-Харпер, Сара Палфри, Хелен Уиллз-Муди, Хейзел Хочкисс-Уайтмен                     | 5-2           |
| 1930       | Уимблдон                  | Великобритания Филлис Мадфорд, Китти Маккейн-Годфри, Джоан Фрай, Эрминтруд Харви, Фиби Холкрофт-Уотсон             | 4-3           |
| 1929       | Нью-Йорк                  | США Хелен Джейкобс, Эдит Кросс, Хелен Уиллз, Хейзел Хочкисс-Уайтмен                                                | 4-3           |
| 1928       | Уимблдон                  | Великобритания Эйлин Беннетт, Бетти Натхолл, Пегги Саундерс, Эрминтруд Харви, Фиби Холкрофт-Уотсон                 | 4-3           |
| 1927       | Нью-Йорк                  | США Элинор Госс, Хелен Джейкобс, Молла Мэллори, Хелен Уиллз, Шарлотта Хосмер-Чейпин, Хейзел Хочкисс-Уайтмен        | 5-2           |
| 1926       | Уимблдон                  | США Мэри Браун, Элинор Госс, Марион Джессап, Элизабет Райан                                                        | 4-3           |
| 1925       | Нью-Йорк                  | Великобритания Доротея Дугласс-Ламберт-Чамберс, Эвелин Кольер, Китти Маккейн, Джоан Фрай, Эрминтруд Харви          | 4-3           |
| 1924       | Уимблдон                  | Великобритания Джеральдин Бирниш, Эвелин Кольер, Китти Маккейн, Дороти Шеферд-Барон, Филлис Хоукинс-Ковелл         | 6-1           |
| 1923       | Нью-Йорк                  | США Элинор Госс, Молла Мэллори, Хелен Уиллз, Хейзел Хочкисс-Уайтмен                                                | 7-0           |

## Статистика побед
| Счёт  | США | Великобритания |
| ----- | --- | -------------- |
| 7-0   | 14  | 0              |
| 6-0   | 1   | 0              |
| 6-1   | 10  | 2              |
| 5-2   | 15  | 1              |
| 4-3   | 11  | 7              |
| Итого | 51  | 10             |